# Liliowa Kopka
Liliowa Kopka (1979 m) – mało wybitny szczyt w Tatrach Zachodnich, pomiędzy przełęczą Liliowe (1952 m) a przełęczą Wyżnie Liliowe (ok. 1965 m), oddzielającą ją od Beskidu (2012 m). Znajduje się w grani głównej Tatr Zachodnich. Nazwy Liliowa Kopka i Wyżnie Liliowe wprowadził Władysław Cywiński w swoim przewodniku Tatry.

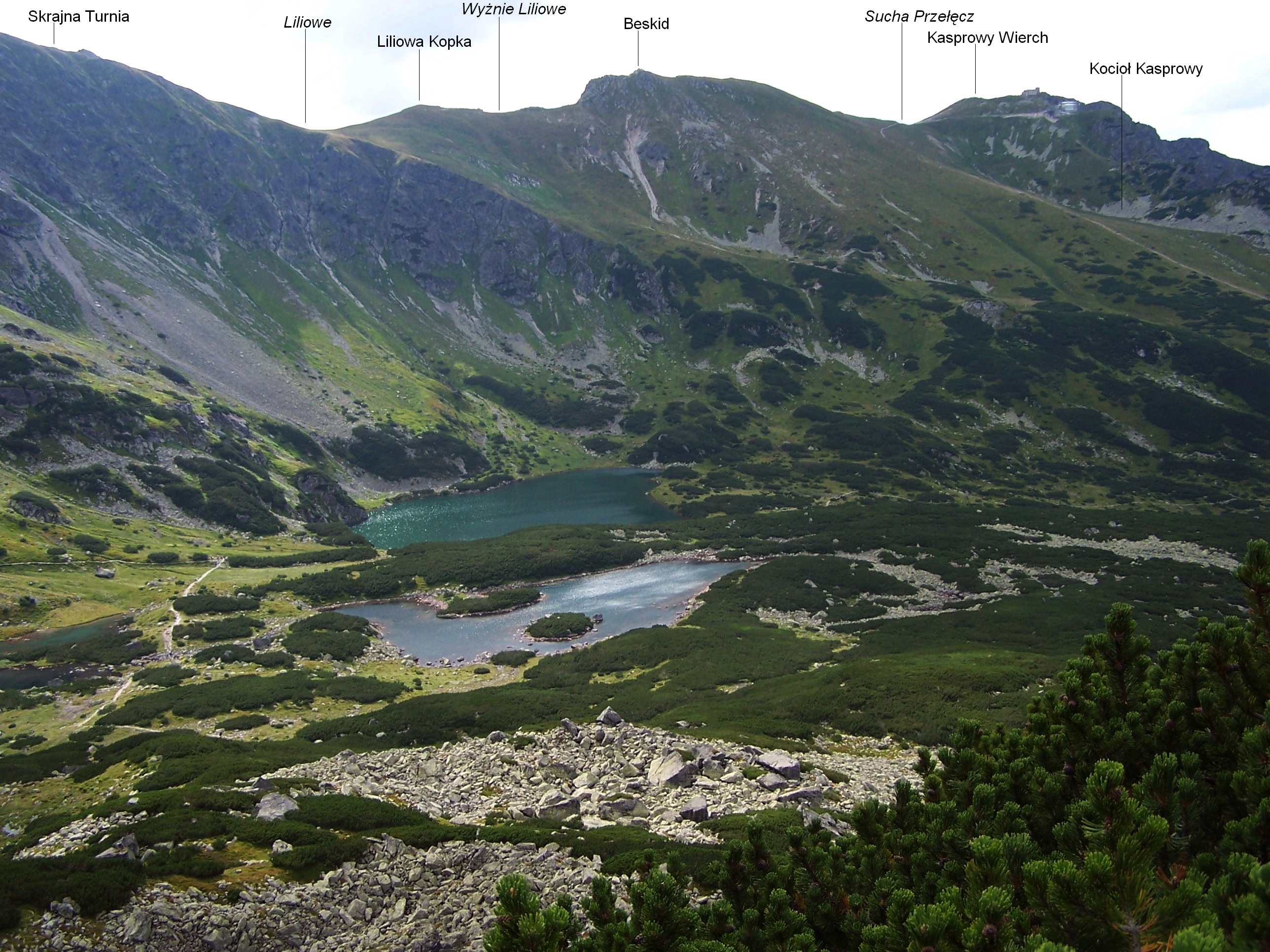
Liliowa Kopka wśród podpisanych szczytów

Północne stoki Liliowej Kopki opadają do górnej części Doliny Gąsienicowej. W stokach południowych, opadających do Doliny Cichej znajduje się grzęda, górą szeroka, dołem rozszerzająca się jeszcze bardziej. Z Liliowego i Wyżniego Liliowego żlebami po obydwu stronach tej grzędy schodzą do Doliny Cichej duże lawiny. Wylot tych żlebów znajduje się w odległości ok. 600 m od siebie.
Południowa grzęda Liliowej Kopki ma znaczenie dla taterników i ratowników TOPR. Jest jedynym w tej okolicy miejscem, którym można przy zagrożeniu lawinowym w miarę bezpiecznie przejść z Doliny Cichej do grani głównej (lub odwrotnie), ale jak pisze Cywiński, „zimą chadzają tędy tylko zwierzęta”.
Pierwsze przejście zimowe: Mieczysław Karłowicz, Roman Kordys, Mariusz Zaruski (27 stycznia 1904).

## Szlaki turystyczne
– odcinek czerwonego szlaku Kasprowy Wierch – Świnica. Czas przejścia: 1.40 h, ↓ 1.20 h.